# Paul Ramsey
Paul Christopher Ramsey (Derry, 3 settembre 1962) è un ex calciatore nordirlandese, di ruolo difensore.

## Palmarès

### Club

#### Competizioni nazionali
- Coppa del Galles: 2

Cardiff City: 1991-1992, 1992-1993